# Anurophorus sorosi
Anurophorus sorosi är en urinsektsart som beskrevs av Potapov 1997. Anurophorus sorosi ingår i släktet Anurophorus och familjen Isotomidae. Inga underarter finns listade i Catalogue of Life.